# صندوق قابل معامله

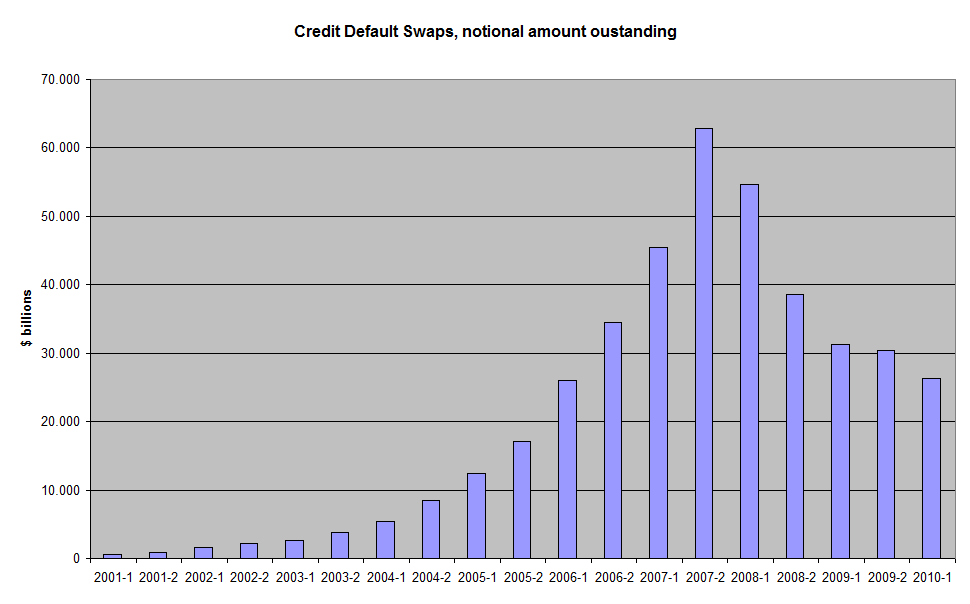
صندوق قابل معامله

در بورس، صندوق قابل معامله (به انگلیسی: Exchange-traded fund)(مخفف انگلیسی: ETF)، گونه‌ای از صندوق‌های سرمایه‌گذاری مشترک می‌باشد، که امکان پیروی از بازده یک شاخص معین را فراهم می‌آورد و سهام آن‌ها همانند سهام شرکت‌های عمومی، در بورس اوراق بهادار قابل معامله است.
فعالیت اصلی این صندوق‌ها، سرمایه‌گذاری در اوراق بهادار یا دارایی‌های فیزیکی است، که به‌عنوان دارایی پایه صندوق، در نظر گرفته می‌شوند. بنابراین عملکرد هر صندوق، به عملکرد دارایی پشتوانه آن بستگی دارد.
در ابتدای فعالیت صندوق‌های قابل معامله در بورس، عمدتاً مورد توجه سرمایه‌گذاران نهادی، شامل مدیران صندوق‌های فعال، غیرفعال و صندوق‌های پوشش خطر بودند، اما در سال‌های گذشته، به‌ویژه در ایالات متحده آمریکا، سرمایه‌گذاران خرد نیز، به سمت این صندوق‌ها، گرایش پیدا کرده‌اند.